# Habilitacja
Habilitacja (z łac. habilis – zdatny, zręczny) – posiadające różny zakres, w zależności od sytuacji prawnej w danym kraju, uprawnienie do:
- samodzielnego nauczania w określonej uczelni (wydziale) w zakresie określonej dziedziny, często na stanowisku profesora[3],
- promowania kandydatów do stopnia naukowego doktora,
- recenzowania rozpraw lub dorobków w ramach postępowań o nadanie stopni naukowych.

## Habilitacja w Polsce
W Polsce habilitacja jest najwyższym stopniem naukowym, po którym można jeszcze ubiegać się o tytuł naukowy profesora (zwany „profesurą belwederską” od Belwederu – pałacu, w którym prezydent niekiedy wręcza nominacje lub „profesurą tytularną”). W części placówek naukowych łączy się z automatyczną zmianą etatu, czyli przeniesieniem na stanowisko profesora nadzwyczajnego.
W stanie prawnym określonym przez uchyloną ustawę z dnia 14 marca 2003 r. o stopniach naukowych i tytule naukowym oraz o stopniach i tytule w zakresie sztuki, stopień doktora habilitowanego mógł być nadany w ramach jednej z dwóch odmiennych procedur:
- przewodu habilitacyjnego, który można było wszcząć do 30 września 2013 r. (tzw. stara procedura)
- postępowania habilitacyjnego, które ustanowiła ustawa z dnia 18 marca 2011 r. o zmianie ustawy – Prawo o szkolnictwie wyższym, ustawy o stopniach naukowych i tytule naukowym oraz o stopniach i tytule w zakresie sztuki oraz o zmianie niektórych innych ustaw[5].

Nowa procedura od starej różniła się zasadniczo tym, że w tej pierwszej:
- nie występowało pojęcie „rozprawy habilitacyjnej”,
- wszczęcie procedury wymagało wyłącznie spełnienia kryteriów formalnych,
- znaczną część czynności w postępowaniu wykonywała komisja habilitacyjna,
- nie przeprowadzało się kolokwium habilitacyjnego,
- habilitant nie wygłaszał wykładu habilitacyjnego.

W obu procedurach uchwały o nadaniu stopnia doktora habilitowanego podjęte przez jednostki organizacyjne je przeprowadzające stawały się prawomocne z chwilą ich podjęcia.
Procedurę nadawania stopnia doktora habilitowanego kontrolowała Centralna Komisja do Spraw Stopni i Tytułów.

### Przewód habilitacyjny (tzw. stara procedura)
W ramach tej procedury toczą się sprawy wszczęte nie później niż 30 września 2013 r. Po tej dacie nie istnieje możliwość inicjowania nowych przewodów w tym trybie.
Do przewodu habilitacyjnego mogła być dopuszczona osoba, która:
- posiadała stopień doktora,
- uzyskała znaczny dorobek naukowy lub artystyczny,
- przedstawiła rozprawę habilitacyjną.

Przewód habilitacyjny przeprowadza w szkole wyższej rada wydziału lub rada innej jej jednostki organizacyjnej, natomiast w innej niż szkoła wyższa placówce naukowej jej rada naukowa.
Przewód posiada następujące newralgiczne fazy:
- wszczęcie przewodu habilitacyjnego,
- wyznaczenie recenzentów (dwóch przez radę właściwej jednostki organizacyjnej i dwóch przez Centralną Komisję do Spraw Stopni i Tytułów),
- dopuszczenie do kolokwium habilitacyjnego na podstawie opinii wyznaczonych recenzentów (którzy oceniają dotychczasowy dorobek naukowy oraz samą rozprawę habilitacyjną),
- kolokwium habilitacyjne,
- przyjęcie kolokwium habilitacyjnego,
- wykład habilitacyjny (w przypadku przyjęcia przez radę kolokwium habilitacyjnego)
- nadanie lub odmowa nadania stopnia doktora habilitowanego.

Ustawa określiła wymóg, by rozprawa habilitacyjna „stanowiła znaczny wkład autora w rozwój określonej dyscypliny naukowej lub artystycznej”. Rozprawą habilitacyjną mogło być np. „powstałe po uzyskaniu stopnia doktora dzieło, opublikowane w całości lub zasadniczej części, albo jednotematyczny cykl publikacji”. Przepisy ustawowe dopuszczały też inne formy rozprawy habilitacyjnej.

### Postępowanie habilitacyjne (tzw. nowa procedura)
Od 1 października 2011 możliwe było uzyskiwanie stopnia doktora habilitowanego w nowej procedurze, która do 30 września 2013 była alternatywą względem starej procedury, tj. przewodu habilitacyjnego. Od 1 października 2013 był to wyłączny tryb uzyskiwania tego stopnia naukowego.
Do postępowania habilitacyjnego mogła zostać dopuszczona osoba, która:
- posiadała stopień doktora,
- posiadała osiągnięcia naukowe lub artystyczne, uzyskane po otrzymaniu stopnia doktora, stanowiące znaczny wkład autora w rozwój określonej dyscypliny naukowej lub artystycznej,
- wykazała się istotną aktywnością naukową lub artystyczną.

Dyskusyjna była sprawa znaczenia wymogu posiadania przez kandydata do stopnia naukowego doktora habilitowanego „osiągnięć naukowych lub artystycznych”. Zgodnie z art. 16 ust. 2 ustawy o stopniach naukowych i tytule naukowym oraz o stopniach i tytule w zakresie sztuki, powinno było wśród nich wystąpić „dzieło opublikowane w całości lub w zasadniczej części, albo jednotematyczny cykl publikacji” względnie „zrealizowane oryginalne osiągnięcie projektowe, konstrukcyjne, technologiczne lub artystyczne” lub „część pracy zbiorowej, jeżeli opracowanie wydzielonego zagadnienia jest indywidualnym wkładem osoby ubiegającej się o nadanie stopnia doktora habilitowanego”.
Zgodnie z nieobowiązującym już rozporządzeniem Ministra Nauki i Szkolnictwa Wyższego z dnia 1 września 2011 roku w sprawie kryteriów osiągnięć osób ubiegających się o stopień doktora habilitowanego, dorobek habilitanta powinien był wnosić znaczący wkład do rozwoju nauki, a w jego zakres wliczane są publikacje naukowe w czasopismach z bazy danych JCR, ERIH i WoS oraz patenty i wynalazki, a w przypadku osiągnięć artystycznych, udział w międzynarodowych wystawach lub pierwszoplanowych rolach. Znaczenie dla rozwoju nauki powinno było być oceniane za pomocą wskaźników bibliograficznych, takich jak indeks cytowań, indeks Hirscha i liczba cytowań. W dalszym rzędzie brano pod uwagę też kierowanie projektami badawczymi, nagrody oraz referaty na konferencjach międzynarodowych. Zgodność wymogów określonych w tym rozporządzeniu z normami ustawy, na podstawie której została wydana, budziła poważne wątpliwości przedstawicieli nauki prawa, w tym m.in. prof. Huberta Izdebskiego. Postępowanie habilitacyjne posiadało następujące newralgiczne fazy:
- wszczęcie postępowania habilitacyjnego w Centralnej Komisji do Spraw Stopni i Tytułów na wniosek osoby ubiegającej się o nadanie stopnia doktora habilitowanego,
- powołanie komisji habilitacyjnej przez Centralną Komisję do Spraw Stopni i Tytułów, w tym wybór jej czterech członków, łącznie z dwoma recenzentami oceniającymi, czy osiągnięcia naukowe wnioskodawcy spełniają kryteria ustawowe,
- wyznaczenie przez radę jednostki organizacyjnej wyznaczonej do przeprowadzenia postępowania habilitacyjnego trzech członków komisji habilitacyjnej, w tym jednego recenzenta oceniającego, czy osiągnięcia naukowe wnioskodawcy spełniają kryteria ustawowe,
- podjęcie przez komisję habilitacyjną uchwały zawierającej opinię w sprawie nadania lub odmowy nadania stopnia doktora habilitowanego,
- podjęcie przez radę jednostki organizacyjnej wyznaczonej do przeprowadzenia postępowania habilitacyjnego uchwały o nadaniu lub odmowie nadania stopnia doktora habilitowanego wraz z uzasadnieniem.

## Habilitacja w ujęciu historycznym
Tradycja nadawania habilitacji – stopnia pośredniego pomiędzy doktorem i profesorem jako stanowiska akademickiego – powstała w uniwersytetach pruskich na przełomie XVII i XVIII w. Stopień ten uprawniał do samodzielnego prowadzenia wykładów, nauczania i prowadzenia badań naukowych w uczelniach akademickich (stąd używane w systemie prawnym określenie „samodzielny pracownik nauki”), ale w przeciwieństwie do profesora docent nie miał prawa do własnej katedry. Zwyczaj nadawania uprawnień do nauczania i prowadzenia wykładów – tzw. venia legendi (w przypadku osoby) oraz facultas docendi (w odniesieniu do instytucji) – wywodzi się jeszcze z tradycji średniowiecznych instytucji kościelnych, posiadających przywilej nauczania Pisma Świętego, nazywany także missio canonica. Stąd też tytuł naukowy „docent”, uzyskiwany w wyniku habilitacji.
Habilitacja i związany z nią tytuł docenta upowszechniła się w XIX wieku w Niemczech, szczególnie w medycynie, ponieważ szybki rozwój szkolnictwa wyższego spowodował, że coraz więcej osób musiało prowadzić wykłady, a nadawanie im tytułu profesora wymagało kosztownego fundowania nowych katedr. W Polsce do II wojny światowej było podobnie – habilitacja pozwalała na prowadzenie wykładów bez prawa do katedry, a równocześnie nie istniał stopień naukowy doktora habilitowanego, ale istniał tytuł docenta jako rezultat habilitacji.
W ciągu dwudziestolecia międzywojennego w Polsce habilitacje przyznano około 40 kobietom.
W 1934 r. w ZSRR wprowadzono ponownie stopnie naukowe zlikwidowane w 1917 r. Planowano przywrócenie systemu obowiązującego do 1917 r. (tytuł zawodowy magistra i stopień naukowy doktora nauk), ale okazało się, że magistrami mogli zostać zarówno absolwenci 1–2-letnich „studiów” z pierwszych lat po rewolucji, jak i absolwenci dłuższych studiów (5–6 lat) z czasów carskich i późniejszych lat po rewolucji; oznaczało to, że poziom magistrów różnił się diametralnie. Dlatego też przywrócono prowizoryczny stopień kandydata nauk jako stopień pośredni pomiędzy tytułem zawodowym magistra a stopniem naukowym doktora nauk w celu wyrównania poziomu tych magistrów, zanim zaczną się oni starać o doktorat (absolwent dłuższych studiów miał być krócej kandydatem nauk). Pierwotnie zakładano, że po jakimś czasie stopień kandydata nauk zaniknie, kiedy wyrówna się poziom magistrów zamierzających zająć się karierą naukową. Jednakże wybuch wojny pokrzyżował te plany. Równocześnie w ZSRR sformalizowano przyznawanie tytułów naukowych, tworząc cztery coraz wyższe tytuły dostępne dla doktorów nauk: zastępca profesora (mogący prowadzić wykłady, ale bez katedry), profesor (wykładowca z katedrą), członek korespondent i akademik – wynikało to z tego, że w ZSRR bardzo poważnie ograniczono autonomię uczelni i akademii nauk, tak że przyznawane przez nie tytuły odtąd były przyznawane przez państwo.
W Polsce do 1951 roku habilitacja traktowana była jako uprawnienie dotyczące nauczania na danej uczelni. W 1951 r. wprowadzono system radziecki. Rady wydziału pozbawiono praw samodzielnego nadawania uprawnień habilitacyjnych w odniesieniu do swych wykładowców. Wprowadzono, zgodnie z radziecką terminologią, stopnie „kandydata nauk” i „doktora nauk”. W 1958 r. w ramach „odwilży” po 1956 r. wprowadzono salomonowe rozwiązanie – zachowano strukturę stopni naukowych wzorowaną na radzieckiej, ale nadano im nazwy zgodne z polską tradycją. Stopień kandydata nauk zaczęto więc określać mianem stopnia doktora, zaś stopień doktora nauk mianem stopnia doktora habilitowanego. Przywrócono również tytuł docenta w miejsce zastępcy profesora, do którego uzyskania procedura tradycyjnej habilitacji była przestrzegana.
W wyniku chęci zlikwidowania wakatów po wyjeździe lub usunięciu z uczelni wielu profesorów i docentów (tytuły naukowe) po wydarzeniach marcowych 1968, jak również w celu wynagrodzenia partyjnych nauczycieli akademickich oraz zwiększenia politycznej poprawności nauczania (szczególnie na uniwersytetach i uczelniach ekonomicznych), wprowadzono nowe akademickie stanowisko docenta (nie mylić z istniejącym już tytułem naukowym docenta uzyskiwanym w wyniku habilitacji), dostępne także dla doktorów. Tak powstali tzw. marcowi docenci.
W XXI w. habilitacja w wielu krajach nie funkcjonuje lub ma ograniczone znaczenie dla kariery naukowej.

## Habilitacja w innych krajach
Stopień doktora habilitowanego (lub jego funkcjonalny odpowiednik) funkcjonuje poza Polską w takich krajach jak Niemcy, Austria, Szwajcaria, Czechy, Słowacja, Słowenia, Węgry, Francja, Rosja, Portugalia, natomiast model anglosaski generalnie nie przewiduje tego stopnia między kontraktową profesurą a doktoratem. W Wielkiej Brytanii i Irlandii istnieją jednak w niektórych dziedzinach tzw. „wyższe doktoraty” (ang. higher doctorates), aczkolwiek nie są one obowiązkowym etapem kariery naukowej i przyznawane są rzadko; dotyczą one głównie doktorów, którzy nie rozpoczęli kariery akademickiej (czyli nie uzyskiwali coraz wyższych stanowisk akademickich – lecturer/Assistant Professor, senior lecturer/reader/Associate Professor, Professor), a chcieliby mieć symboliczne potwierdzenie swojego statusu. Na wielu uniwersytetach w Wielkiej Brytanii „wyższy doktorat” „D.Sc.” (Scientiæ Doctor) ma znaczenie honorowe i jest nadawany każdemu doktorowi, który wpłaci odpowiednią sumę na rzecz stowarzyszenia absolwentów i wygłosi wykład na dowolny temat. Inne doktoraty angielskie nadawane w różnych specjalnościach to: „D.D.” (Divinitatis Doctor – doktor teologii chrześcijańskiej), „LL.D.” (Legum Doctor – doktor praw) lub „D.C.L.” (doktor prawa cywilnego), „D.Litt.” (Literarum Doctor – doktor literatury), „D.Mus.” (Musicæ Doctor – doktor muzykologii), „D.Tech.” (doktor nauk technicznych), „D.M.” (Medicinæ Doctor – doktor medycyny). W związku z uzależnieniem niektórych brytyjskich wyższych doktoratów od darowizn, niektóre z nich straciły swoje znaczenie jako wyznacznik kariery akademickiej, jednak w najstarszych uczelniach nadal mają znaczenie prestiżowe, m.in. podczas ceremonii uniwersyteckich.
W Bułgarii, Rosji, na Ukrainie, Białorusi oraz w innych krajach poradzieckich odpowiednikiem habilitacji jest uzyskanie stopnia naukowego doktora nauk (ros. дoктop наук). Warunkiem jest uzyskanie wcześniej stopnia naukowego kandydata nauk (odpowiednika polskiego doktora), odpowiedni dorobek naukowy, ukończenie specjalnych studiów zwanych doktoranturą i obrona pracy habilitacyjnej. Kolejnymi etapami kariery naukowej w Rosji jest otrzymanie nominacji na kolejne tytuły naukowe: docenta (starszego pracownika naukowego), profesora, członka korespondenta, akademika. W praktyce tytuły naukowe w Rosji można stosunkowo łatwo kupić, podobnie jak prace doktorskie, powszechne są też plagiaty. Doktoraty i habilitacje są formą nobilitacji, kolekcjonowanej przez polityków, biznesmenów, urzędników.
W USA nie ma habilitacji i najwyższym stopniem naukowym jest doktorat (skracany zazwyczaj do „Ph.D.” lub w niektórych dyscyplinach „D.Sc.”, „S.J.D.”, i in.). Natomiast Assistant Profesor, Associate Professor, Adjunct Professor, czy (Full) Professor, oraz Research Professor – są nazwami stanowisk akademickich, nadawanych na czas ich zajmowania na danej uczelni (trzeba jednak pamiętać, że w USA większość karier naukowych realizuje się na jednym uniwersytecie; obowiązkowo innym niż ten, na którym uzyskało się doktorat). Emerytowany (Full) Professor (posiadacz odpowiednika polskiego tytułu profesorskiego i tzw. tenure), zazwyczaj odchodząc z uczelni, uzyskuje honorowe stanowisko Professor Emeritus. Tzw. tenure review (formalna ocena dorobku adiunkta, czyli Assistant Professora, przed podjęciem decyzji o dalszym awansie i zatrudnieniu na czas nieokreślony) przypomina swoim charakterem polskie regulacje dotyczące habilitacji.
System tenure został także zaadaptowany w Australii i Kanadzie.
W Austrii habilitacja (niem. Universitätsdozent) jest uznawana jako czwarty etap kształcenia, wyższy niż doktorat. Oznacza ona specjalne kwalifikacje akademickie. Jest przyznawana po uznaniu szczególnych dokonań naukowych uzyskanych po doktoracie i po napisaniu monografii naukowej.

## Kontrowersje wokół habilitacji
Utrzymanie lub zniesienie habilitacji w systemie stopni naukowych staje się niekiedy przedmiotem dyskusji w środowiskach naukowych krajów, które utrzymują zasadę habilitacji w tym systemie. Argumentami przeciwników habilitacji są przede wszystkim niespójność systemów stopni i tytułów naukowych w krajach anglosaskich i Europy kontynentalnej oraz mnożenie utrudnień w rozwoju kariery naukowej. W dotychczasowej praktyce, naukowiec o uznanym dorobku międzynarodowym nie mógł zostać recenzentem pracy doktorskiej w Polsce, jeśli nie posiadał habilitacji. Ustawa z 2011 roku daje jednak taką możliwość.
Wypowiedzi przeciwników i zwolenników są spolaryzowane:

Habilitacje są w nauce niepotrzebne (...) Habilitacja jest archaicznym elementem stratyfikującym środowisko akademickie, które ma istotne znaczenie w zasadzie tylko w naszym kraju. Poza jego granicami o tym, kto kim jest w nauce[,] decydują wyniki badań naukowych udokumentowane publikacjami. Nauka jest coraz bardziej transnarodowa, więc w świecie globalnej nauki lokalne stopnie naukowe tracą zupełnie na znaczeniu.

Dariusz Jemielniak z kolei wskazał na przydatność habilitacji jako obiektywnego kryterium uznania dorobku naukowego, zwracając uwagę na patologie związane z tą instytucją wynikające z uwarunkowań kulturowych w polskiej nauce.

Propozycje (...) likwidacji [habilitacji] i wprowadzenia zamiast niej możliwości swobodnego nadawania stanowisk przez uczelnie zamiast szybkiej emancypacji obiecujących adiunktów równie dobrze mogłyby doprowadzić do zawłaszczenia tych stanowisk przez wiecznych doktorów – pracowników od lat niebędących w stanie wystarczająco dużo i dobrze publikować. Habilitacja powinna pozostać także dlatego, że jest po prostu światowym standardem. (...) [s]topień doktora habilitowanego jest odpowiednikiem pozycji associate professor. Jest on na świecie powszechny w zasadzie bez wyjątku i ma głęboki sens: to etap pośredni pomiędzy pierwszą stałą pracą po doktoracie a stanowiskiem profesora.

Według prof. Jerzego Marcinkowskiego oraz dr. Mateusza Klinowskiego system habilitacji w wielu przypadkach służy utrwalaniu przywilejów kadry profesorskiej, ponieważ przepisy dotyczące uczelni wyższych formułują formalny wymóg zatrudniania określonej liczby doktorów habilitowanych w ramach tzw. minimum kadrowego. Według prof. Adama Płaźnika jest on przeżytkiem i „XIX-wiecznym anachronizmem” i jednym z kluczowych czynników zacofania polskiej nauki.
W 2008 roku minister Barbara Kudrycka przygotowała projekt reformy systemu stopni naukowych, który m.in. proponował zniesienie habilitacji. Projekt przygotowali i wsparli rektorzy Uniwersytetu Jagiellońskiego – Karol Musioł, Uniwersytetu Wrocławskiego – Leszek Pacholski, UMCS – Wiesław Kamiński, były rektor SGH Marek Rocki, szef Fundacji Rektorów Polskich prof. Jerzy Woźnicki i Maciej Żylicz z zarządu Fundacji na rzecz Nauki Polskiej. Argumentami za zniesieniem habilitacji był fakt, że w Polsce jedynie 14% naukowców habilituje się przed osiągnięciem 40. roku życia. 55% habilituje się między 40. a 50. rokiem życia, a nominacje profesorskie nadawane są najczęściej w wieku powyżej 60 lat. Równocześnie system habilitacji utrudnia np. zatrudnianie zagranicznych wykładowców na stanowiskach profesorskich, nawet jeśli mają odpowiednie stopnie naukowe w swoich krajach macierzystych. Sama procedura habilitacji jest archaiczna, nietransparentna (konkursy są często ustawiane pod konkretnego kandydata), trwa wiele lat i mają na nią wpływ prywatne sympatie lub antypatie recenzentów. W wyniku protestów części środowiska naukowego z realizacji projektu zrezygnowano.
Mimo krytycznego stosunku ministra Jarosława Gowina, habilitacja została utrzymana przez nowe Prawo o szkolnictwie wyższym i nauce z 2018 roku; zwiększono natomiast formalne uprawnienia naukowców bez habilitacji.
W dyskusji pojawia się kompromisowy postulat fakultatywności habilitacji, tj. zachowania jej przy równoczesnym odebraniu prawnych przywilejów z nią związanych. Minister Gowin określił go jako próbę rozwiązania problemu, który sami sobie stworzyliśmy.
Można się także spotkać z twierdzeniem, że habilitacja powinna być nadawana na podstawie całokształtu dotychczasowej kariery naukowej, a nie wyłącznie procedury habilitacyjnej.